# André Bellec
Pour les articles homonymes, voir Bellec.
André Bellec, né le 12 février 1914 à Saint-Nazaire (Loire-Inférieure), et mort le 3 octobre 2008 à Pontpoint (Oise), est un chanteur français et le membre fondateur des Frères Jacques (celui apparaissant en justaucorps vert).

## Biographie
Dès son plus jeune âge, André Bellec est pris de passion pour les chorales de toutes dimensions, à deux mille ou à quatre. De formation juridique, il passe quelques années dans l'armée. Après l'armistice de 1940, il change d'orientation professionnelle et se tourne vers les chantiers de jeunesse où il enseigne l'art dramatique, ce qui lui permet d'apprendre le chant et le mime qui lui seront nécessaires pour fonder en 1945, avec son frère Georges Bellec (1918-2012), Les Frères Jacques.
Après la fin officielle du groupe en 1982 et un ultime concert en 1983, André Bellec, qui des quatre membres est celui qui souhaite le moins que le groupe s'arrête, continue à animer quelques années le groupe artistique des anciens du spectacle.
Il préside également l'ADAMI durant vingt ans, de 1968 à 1988.
- 1949 : Les Gaités de l'escadron de Georges Courteline, mise en scène Jean-Pierre Grenier, Théâtre de la Renaissance